# Капела-ду-Алту
Капела-ду-Алту (порт. Capela do Alto)  —  муниципалитет в Бразилии. входит в штат Сан-Паулу. Составная часть мезорегиона Макрорегион агломерации Сан-Паулу. Входит в экономико-статистический  микрорегион Сорокаба, который входит в Макрорегион агломерации Сан-Паулу. Население составляет 16 816 человек на 2006 год. Занимает площадь 169,981 км². Плотность населения — 98,9 чел./км².

## Статистика
- Валовой внутренний продукт на 2003 составляет 186.691.460,00 реалов (данные: Бразильский институт географии и статистики).
- Валовой внутренний продукт на душу населения на 2003 составляет 11.938,32 реалов (данные: Бразильский институт географии и статистики).
- Индекс развития человеческого потенциала на 2000 составляет 0,748 (данные: Программа развития ООН).